# ∞ INFINITY ~LOVE & LIFE~
《∞ INFINITY 〜LOVE & LIFE〜》은 2003년 8월 6일 발매된 V6의 8번째 정규 앨범.

## 설명
- 초회한정반과 통상판, 2가지 타입으로 발매되었다.
- 14곡 가운데 11곡이 타이업 되었다.
- 오리콘 위클리 차트 앨범 1위를 기록하였다.

## 수록곡

### 통상반
1. Introduction ∞ INFINITY
2. COSMIC RESCUE
3. Darling
4. 特別な夜は平凡な夜の次に来る
5. Gravity Graffiti
6. キミヘノコトバ
7. 強くなれ
8. I’m yours
9. ラヴ・シエスタ
10. やっぱ、シンプル。
11. 君に会えない日も/Hiroshi Nagano,Yoshihiko Inohara,Junichi okada
12. UNLIMITED/Masayuki Sakamoto,Go morita,Ken Miyake
13. メジルシの記憶
14. Hard Luck Hero

### 특전
초회한정반
1. 표지 자켓 A
2. 포스터 A 타입 증정
3. 보너스 트랙 ドギ☆マギWonderland 수록
4. V6 출연 영화 《Hard Luck Hero》 시사회 이벤트 응모권 첨부

통상반
1. 표지 자켓 B
2. 포스터 B 타입 증정
3. V6 출연 영화 《Hard Luck Hero》 시사회 이벤트 응모권 첨부